# Thomas Knyvett (4e baron Berners)
Thomas Knyvett (ou Knyvet ), de jure 4e baron Berners (1539-vers 1616), est haut shérif de Norfolk à partir de 1579.

## Biographie
Thomas Knyvett est le premier fils de John Knyvett (1510-1561) et d'Agnes, fille de John Harcourt de Stanton Harcourt, Oxfordshire. Originaire d'Ashwellthorpe dans le Norfolk, Knyvett épouse Muriel Parry, fille de Thomas Parry (courtisan) (en), contrôleur de la maison de la reine Elisabeth Ire.
Il hérite des domaines Ashwellthorpe de sa grand-mère paternelle, Jane Knyvett (née Bourchier), de jure 3e baronne Berners (fille et héritière de John Bourchier (2e baron Berners)), à sa mort en 1561/1562, ainsi que des droits sur le titre de baron Berners. Il est fait chevalier en 1578 et créé Lord High Sheriff of Norfolk en 1579.
Il n'a pas revendiqué officiellement le titre de baron de Berners jusqu'en 1616, lorsque le bureau du Comte-maréchal certifie son « droit et titre à la baronnie de Berners », mais il est décédé peu de temps après, avant que le roi Jacques Ier ne puisse confirmer le titre.
Il est enterré à Ashwellthorpe le 9 février 1616.

## Enfants
Sa fille Abigail Knyvett épouse Edmund Moundeford de Mundford et Hockwold, Norfolk, le petit-fils de Francis Mountford, comme sa deuxième épouse. De son premier mariage, son mari a Edmund Moundeford (1596 - mai 1643), qui laisse une grande partie de son héritage à sa demi-sœur, la fille d'Abigail et la petite-fille de Thomas Knyvett Elizabeth.